# میشائیل سنفت
میشائیل سنفت (آلمانی: Michael Senft؛ زادهٔ ۲۸ سپتامبر ۱۹۷۲) قایقران کانو اهل آلمان بود.